# Guadua
Guadua là một chi thực vật có hoa trong họ Hòa thảo (Poaceae).

## Loài
Chi Guadua gồm các loài: